# 克林頓鎮區 (新澤西州)
克林頓鎮區（英語：Clinton Township）是位於美國新澤西州亨特登縣的一個鎮區。

## 地方資料
克林頓鎮區的面積為87.72平方千米，當中陸地面積為77.36平方千米，而水域面積為10.36平方千米。根據2020年美國人口普查的數據，當地共有人口13505人，而人口密度為每平方千米153.96人。